# Markt Sankt Martin
Markt Sankt Martin, Markt St. Martin (węg. Sopronszentmárton, burg.-chorw. Sveti Martin) – gmina targowa w Austrii, w kraju związkowym Burgenland, w powiecie Oberpullendorf. 1 stycznia 2014 liczyła 1,16 tys. mieszkańców.